# Thornby
Thornby is een dorp en civil parish in het bestuurlijke gebied Daventry, in het Engelse graafschap Northamptonshire met 189 inwoners (2011).
Het dorp ligt ongeveer 17,7 km ten noordwesten van het stadscentrum van Northampton en wordt doorsneden door de weg A5199 (voorheen A50 ) tussen Northampton en Leicester.
 
De parochiekerk is een van de negen rijksmonumenten in Thornby. De kerk is gewijd aan St. Helen dateert uit de 14e eeuw. In 1870 is noordbeuk toegevoegd en priesterkoor gerestaureerd.

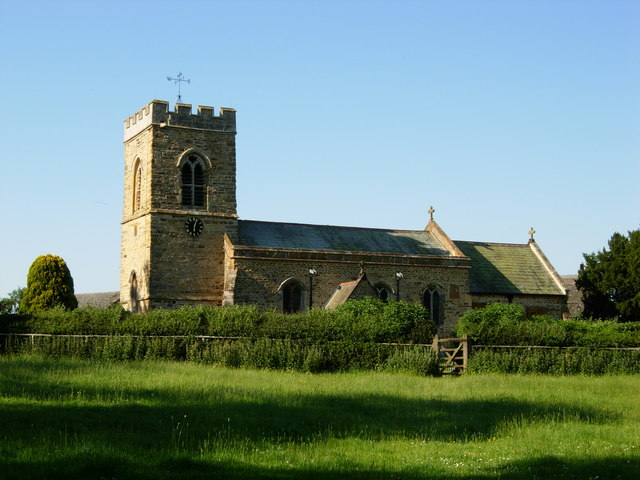
St Helen's parochiekerk, Thornby, Northamptonshire